# Jean-Charles Kraehn
Jean-Charles Kraehn, né le 27 juin 1955 à Saint-Malo (Ille-et-Vilaine), est un dessinateur et scénariste de bande dessinée français.

## Biographie
- 1986 : publication de son premier album, dans la série Les Aigles décapitées. Il y commence en tant que dessinateur avec Patrice Pellerin au scénario. À partir du quatrième album il travaille seul pour ensuite travailler avec Michel Pierret qui s'occupe alors du dessin. Il arrête de participer à cette série à partir du 13e numéro.
- 1990 : il scénarise et dessine Bout d’Homme.
- 1993 : il travaille sur le scénario de Tramp dessiné par Patrick Jusseaume.
- 1996 : il commence une série policière Gil Saint-André dessinée par Sylvain Vallée à partir du 3e tome. Cette série, qui se déroule en région lyonnaise comprend de nombreux croquis très réalistes de Lyon.
- 2001 : il collabore au troisième tome de la série Le Triangle secret, projet de Didier Convard. Il lance également une nouvelle série, Le Ruistre, pour laquelle il a la double casquette scénariste et dessinateur.
- 2004 : il scénarise Myrkos dessiné par Miguel, dans une antiquité réinventée, un jeune élève d'une école d'art s'oppose aux règles de sa société en inventant une nouvelle façon de la représenter. Il est également cofondateur du Festival de bande dessinée de Perros-Guirec avec Régis Loisel et Laurent Vicomte.
- 2019: il scénarise la reprise de la célèbre série de bande dessinée Barbe-Rouge, dessiné par Stefano Carloni, près de quinze ans depuis  la dernière apparition du personnage, créé en 1959 par Jean-Michel Charlier et Victor Hubinon

## Œuvres

### One shots
- À la recherche de l’épargne salariale, Glénat collection « Concept », 1999
Scénario : Jean-Charles Kraehn - Dessin : Éric Stalner - Couleurs : Patricia Kraehn
- Mission Viêt Nam, Glénat collection « Sillage », 2003
Scénario : Serge Le Tendre - Dessin et couleurs : Patrick Jusseaume et Jean-Charles Kraehn -  (ISBN 2-7234-4119-9)

## Prix
- 2007 :  Prix Haxtur du meilleur scénario pour Gil Saint-André, t. 6 à 8
- 2012 : prix Historia de la bande dessinée historique pour Tramp